# Макгрегор, Дуглас (профессор)
Ду́глас Мак-Гре́гор (англ. Douglas McGregor; 6 сентября 1906, Детройт, Мичиган, США — 1 октября 1964, Массачусетс, США) — американский социальный психолог. Предложил теорию X и теорию Y (Theory X and Theory Y), которые старались подвести под факторы мотивации рациональную и приемлемую основу.
Родился в 1906 году.
Степень доктора философии получил в Гарвардском университете в 1935 году и впоследствии работал там же преподавателем.
В 1937] году перешёл в Массачусетский технологический институт (МТИ), где стал одним из организаторов отделения производственных отношений.
В 1948 году стал ректором Антиохийского колледжа.
С 1954 года — первый профессор-стипендиат Слоуна в Массачусетском технологическом институте, работал там до самой смерти в 1964 году.
В начале 1950-х годов Мак-Грегор впервые сформулировал свои идеи об управлении, которые в 1960 году были опубликованы в его главном труде «The Human Side of Enterprise» («Человеческая сторона предприятия»). Д. Мак-Грегор утверждал, что существует два вида менеджмента персонала, первый из которых основывается на «теории X», а второй — на «теории Y».
Теория X гласит: средний человек не любит трудиться и по возможности избегает работы. Следовательно, менеджмент вынужден прибегать к жёстким (тотальный контроль и система наказаний) и мягким (убеждение и поощрение) формам принуждения. Но оба эти метода ошибочны, потому что упускают из вида причину нежелания трудиться: дело в том, что человеку мало достойного вознаграждения за труд, ему необходима возможность самореализации, а любая форма принуждения этому препятствует.
Теория Y гласит, что для человека расходовать моральные и физические силы на работу так же естественно, как отдыхать или играть. Это означает, что человека можно стимулировать на труд, если дать ему возможность полностью раскрыться, брать на себя ответственность, ощущать свою значимость для организации. К сожалению, отмечает Мак-Грегор, в условиях современного индустриального общества интеллектуальный потенциал человека используется не полностью.
Мак-Грегор утверждал, что в одних ситуациях (например, массовое производство) годится только теория X, а в других — только теория Y. Понимая, что полностью реализовать его теории в практике невозможно, Мак-Грегор пытался донести до менеджеров мысль о том, что служащие могут сделать для организации гораздо больше, если с ними обращаться как с ценными и ответственными сотрудниками.
До своей кончины в 1964 году Мак-Грегор работал над теорией Z, в которой пытался соединить запросы и стремления корпорации и отдельного человека. Эту незаконченную работу продолжил Уильям Аучи (англ. William Ouchi), который взял её в качестве названия своей книги, где постарался сформулировать уроки японского менеджмента. В теории организаций Z, предложенной Аучи, центральными положениями являются пожизненная занятость работников, забота о работниках, в том числе об их социальной жизни, решения, принимаемые на основе консенсуса, медленное карьерное продвижение, отличная передача информации, преданность компании и активная забота о достижении высокого качества.